# Мокеле-мбембе
Мокеле-мбембе (лінґ. Mokele-mbembe, «той, що зупиняє плин річки») — міфологічна істота, криптид, яка, за легендами, мешкає у водоймах басейну річки Конго. Це улюблений об'єкт досліджень криптозоологів та різноманітних містифікацій.

## Опис
За описом тубільців, мокеле-мбембе схожий на середніх розмірів рослиноїдного динозавра (наприклад апатозавра). У мокеле-мбембе гладка сіро-коричнева шкіра, короткі й товсті ноги з величезними лапами. Його сліди нагадують сліди слона, але в них чітко видно відбитки пазурів. У монстра дуже довга шия і маленька плеската голова. Довжина тулуба не менше 12 метрів, а вага приблизно від 10 до 15 тонн.

## Історія
Перші повідомлення про конголезького монстра відносяться до 1776 року, коли з місії в Африці повернувся французький абат Пройяр. Під час своєї подорожі він записав розповідь про гібрид слона, бегемота і лева, з шиєю жирафа і хвостом змії.
У 1909 році німецький мисливець та торговець тваринами Ганс Шомбургк зібрав свідчення місцевих жителів про великого ящера в озері Бангвеулу. Його роботодавець Карл Гагенбек захопився ідеєю впіймати істоту та організував експедицію, яка закінчилася невдачею, через хвороби та ворожнечу тубільців.
У 1913 році Німеччина організувала дослідницьку експедицію у Камерун, яку очолив Фраєр фон Штайн цу Лаузнітц. У доповіді Штайна був розділ, де зібрані свідчення про мокеле-мбембе. Згідно з ними тварина живе у болотах у пониззі річок Убангі, Санги та Ікелемби. Проте мандрівник спеціально не займався пошуками істоти, але доповіді Шомбургка та Штайна стали відомими та досить популярними в Європі. Було організовано декілька експедицій на пошуки мокеле-мбембе, які закінчились безрезультатно.
Свідчення тубільців про мокеле-мбембе описували у своїх мандрівках торговець слоновою кісткою Альфред Алозій Сміт (1927), дослідники Лео фон Бокбергер (1938) та Ільзе фон Нольде (1939). Криптозоолог Айвен Сандерсон стверджував, що нібито спостерігав істоту у 1932 році на річці Манью. Місіонер Євджен Томас заявляв, що бачив полювання тубільців на мокеле-мбембе у 1955 році на озері Теле на півночі Республіки Конго.
У 1981 році до озера Теле організували експедицію нафтовий магнат Джек Браян та біолог Чиказького університету та президент Міжнародного товариства криптозоологів Рой Маккал. Вони обстежили озеро за допомогою сонара. Тварини не знайшли, але зібрали додаткові свідчення про існування істоти. Учасник цієї експедиції конголезький біолог Марселін Ананья у 1983 році здійснив ще одну експедицію, в якій нібито спостерігав мокеле-мбембе, але достовірних підтверджень цього немає.
У 1980-1990-х роках зроблено ще декілька експедицій у пошуках мокеле-мбембе, під час яких зроблені фото істоти або виявлені сліди невідомої тварини. Проте всі фотографії нечіткі, низької якості, на який важко розпізнати об'єкт. Сліди теж, швидше за все, є містифікаціями.
Ймовірно, легенда про мокеле-мбембе походить з вірувань тубільних народів у духів води, а її популяризація у XX столітті пов'язана зі збільшеним інтересом мас-культури до динозаврів.

## У популярній культурі
- Художній фільм «Бейбі: Таємниця втраченої легенди» (1985 рік) у головній ролі з Вільямом Кетом зображує сім'ю мокеле-мбембе, які є бронтозаврами, що дожили до нашого часу у болотах Центральної Африки.
- Фільм 2011 року «Проєкт «Динозавр»» розповідає про мокеле-мбембе як про плезіозавра.
- Сюжет фантастичного роману «Мисливці на криптид» Роланда Сміта обертається навколо пошуків мокеле-мбембе.